# Cywil (rzeka)
Cywil (ros. Циви́ль, czuw. Çăва́л) – rzeka w północnej Rosji przeduralskiej (Czuwaszja), prawy dopływ Wołgi w zlewisku Morza Kaspijskiego. Długość – 170 km, powierzchnia zlewni – 4690 km², średni przepływ 51 km przed ujściem – 17,2 m³/s. Żeglowna. Reżim śnieżny. Pokrywa lodowa od listopada do kwietnia.
Powstaje z połączenia rzek Wielki Cywil i Mały Cywil. Płynie przez północny kraniec Wyżyny Nadwołżańskiej. Uchodzi do Zbiornika Czeboksarskiego na Wołdze, poniżej Czeboksar. Jedyna większa miejscowość nad Cywilem to Cywilsk u zbiegu Małego i Wielkiego Cywila.
Źródło:
- Hasło Цивиль w Wielkiej Encyklopedii Radzieckiej